# Sant Baldiri de Solius
Sant Baldiri de Solius és una església de Santa Cristina d'Aro (Baix Empordà) inclosa a l'Inventari del Patrimoni Arquitectònic de Catalunya.

## Descripció
Ermita d'una sola nau amb capelles afegides i una capçalera amb coberta més baixa que la de la nau. La façana principal presenta una portada d'arc de mig punt, un òcul circular al damunt i un campanar de cadireta d'un sol ull. Al cos afegit en un dels extrems de la façana hi ha un altre òcul circular.
El parament és de pedra i resta amagat per l'arrebossat que recobreix totes les façanes.

## Història
El conjunt de la casa rectoral i l'ermita de Sant Baldiri són datades per diversos historiadors dels segles XVII-XVIII, però algun autor ha indicat com a datació el segle xv i concretament la data 1464.